# Johannimarkt (Siegen)
Der Johannimarkt ist ein traditioneller Jahrmarkt in Siegen. Er findet alljährlich seit dem 17. Jahrhundert in Siegen statt. Veranstaltet wird der Markt alljährlich um Johanni.
Seit dem Bau der Siegerlandhalle wird er auf deren Außengelände abgehalten.